# Петрос (річка)
Петрос — гірська річка в Україні, у Рожнятівському районі Івано-Франківської області. Ліва притока Лімниці, (басейн Дністра).

## Опис
Довжина річки 11 км, похил річки 62 м/км, площа басейну водозбору 41,0 км², найкоротша відстань між витоком і гирлом — 8,9 км, коефіцієнт звивистості річки — 1,2 .

## Розташування
Бере початок на південно-східних схилах гори Попадя (1740,6 м) (гірський масив Горгани). Тече переважно на північний схід між горами Студенець (1600,0 м), Великий Канусяк (1641,6 м), Малий Канусяк (1620,4 м), через присілок села Осмолода, і впадає у річку Лімницю, праву притоку Дністра.

## Притоки
- Паренки (ліва).